# گل رز از ترالی (فیلم)
گل رز از ترالی (به انگلیسی:  Rose of Tralee ) یک فیلم در قالب فیلم موزیکال بریتانیایی ساخته سال ۱۹۳۷ میلادی به کارگردانی اسوالد میچل و با بازیگری بنکی استوارت، کتلین اورانگان و فرد کونینگام است.
این فیلم دربارهٔ زندگی یک خواننده ایرلندی است که برای به‌دست آوردن ثروت به نیویورک می‌رود، اما همسر و خانواده خود را از دست می‌دهد.

## بازیگران
- بنکی استوارت - رز اومالی
- کاتلین اورگان - مری اومالی
- فرد کونینگام - پدی اومالی
- دنی مالون - خواننده
- دوروتی دره - ژان هیل
- سیدنی فیربروت - خانم تامپسون
- تالبوت اوفرل - تیم کلی
- ج. دنیر وارن - هنری کلت
- پاتریک لودلو - فرانک
- اسکات هارولد - گلیسون